# Dorpskerk (Driewegen)
De dorpskerk is een protestantse kerk van de Nederlandse Hervormde Kerk in Driewegen in de provincie Zeeland.

## Geschiedenis
De huidige kerk werd ingewijd in 1678 en gebouwd in classicistische bouwstijl. Dit was een van de eerste reformatiekerken van Zuid-Beveland. In de voorgevel herinnert een inscriptie aan de geldinzameling van de heren van Watervliet in 1659 voor de bouw van de kerk.
De bakstenen voorgevel is versierd met natuurstenen beeldhouwwerk en boven de gevel bevindt zich een dakruiter. De toegang tot het kerkterrein wordt geflankeerd door twee leeuwen die de schilden dragen van Driewegen en Coudorpe. In de klokkentoren bevindt zich een klok uit 1734 met een diameter van 70 cm en een mechanisch torenuurwerk uit 1906.

## Interieur
In het eenvoudig rechthoekig interieur bevindt zich aan de achterzijde een gebeeldhouwde kansel uit 1679 en aan de voorzijde een pijporgel. Het huidige orgel werd samengesteld uit diverse oude onderdelen, de orgelkas werd geleverd in 1914 en het binnenwerk in 1993. Het orgel stond vroeger op een andere locatie in het gebouw.

## Fotogalerij

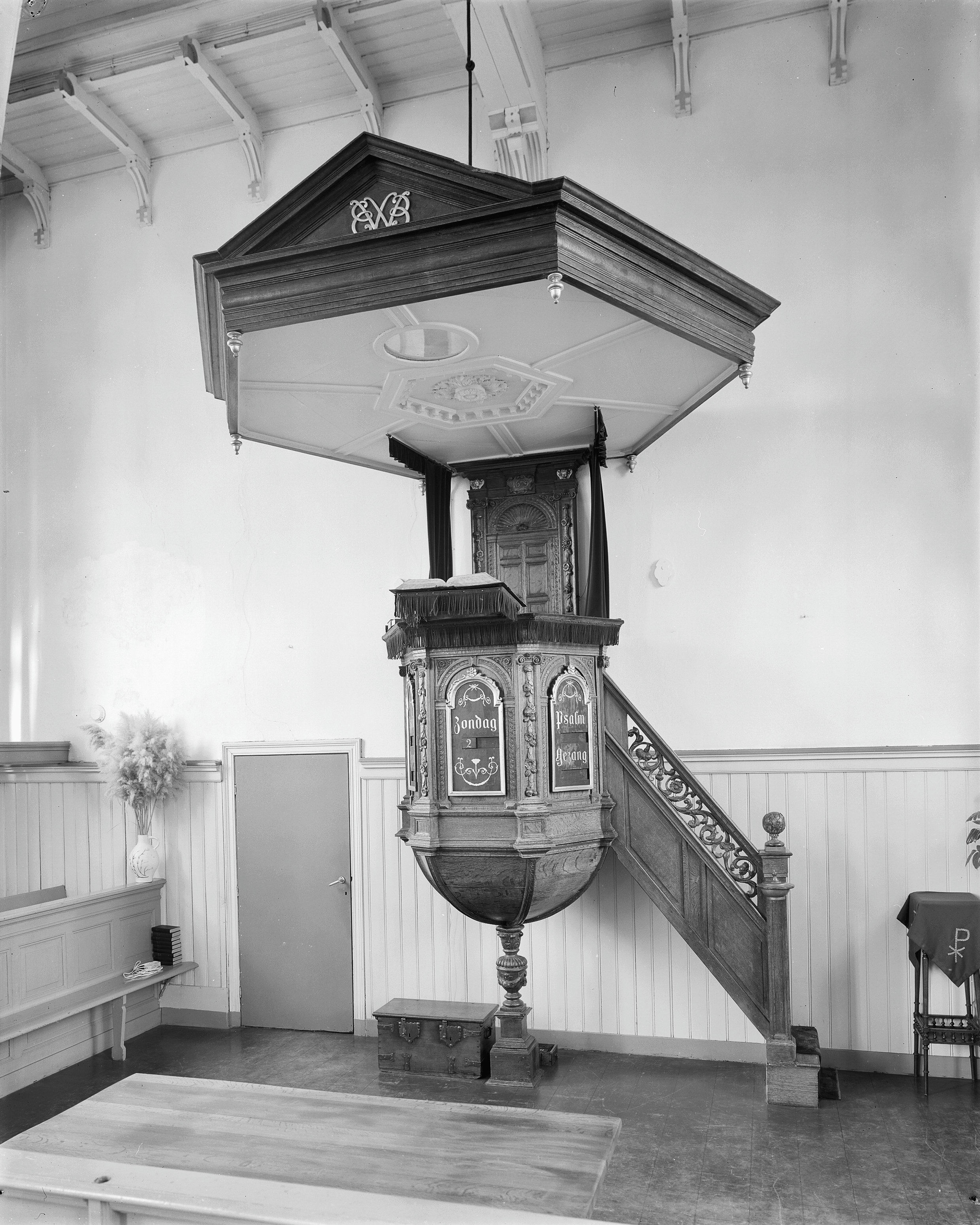
De preekstoel uit 1679
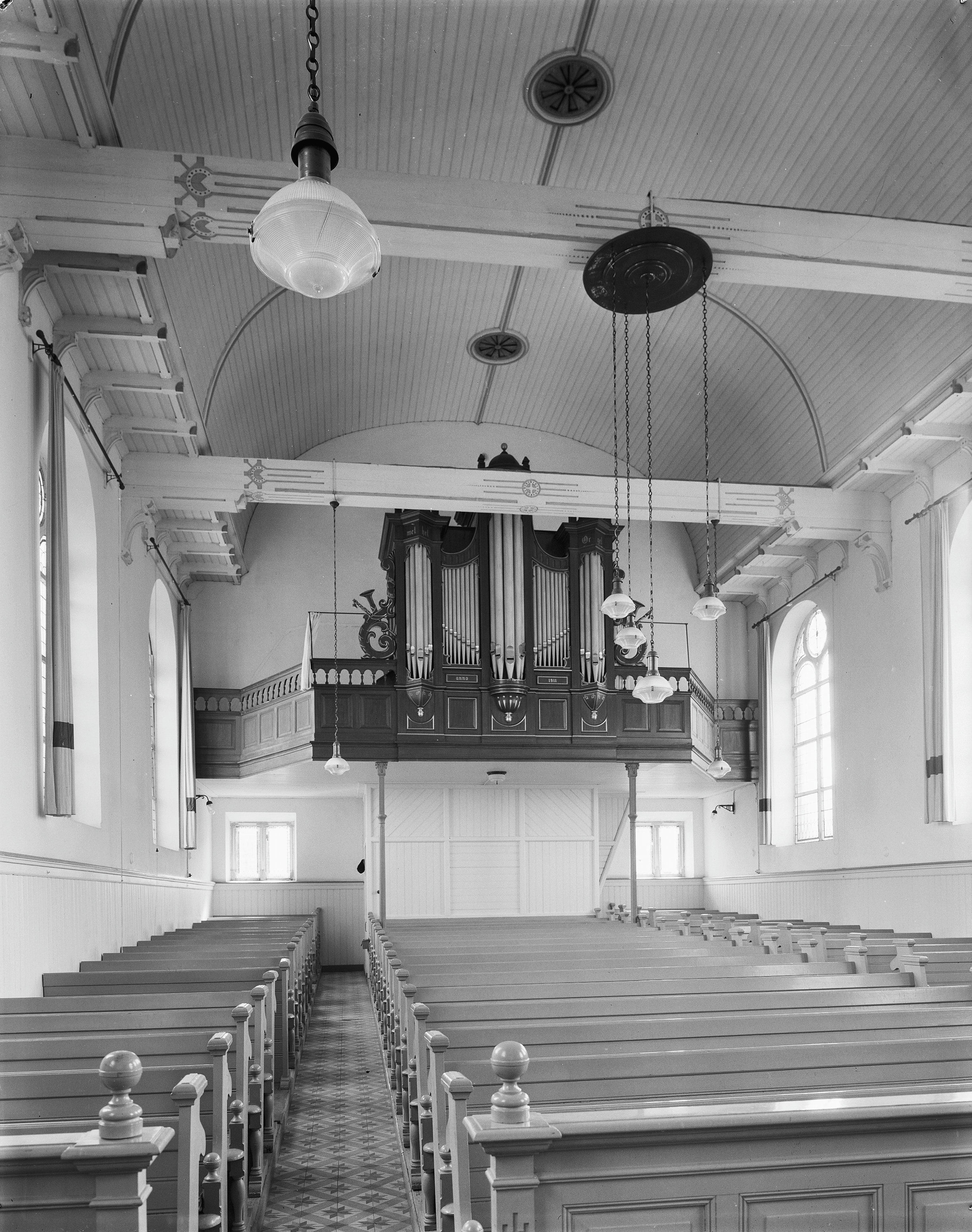
Interieur met pijporgel
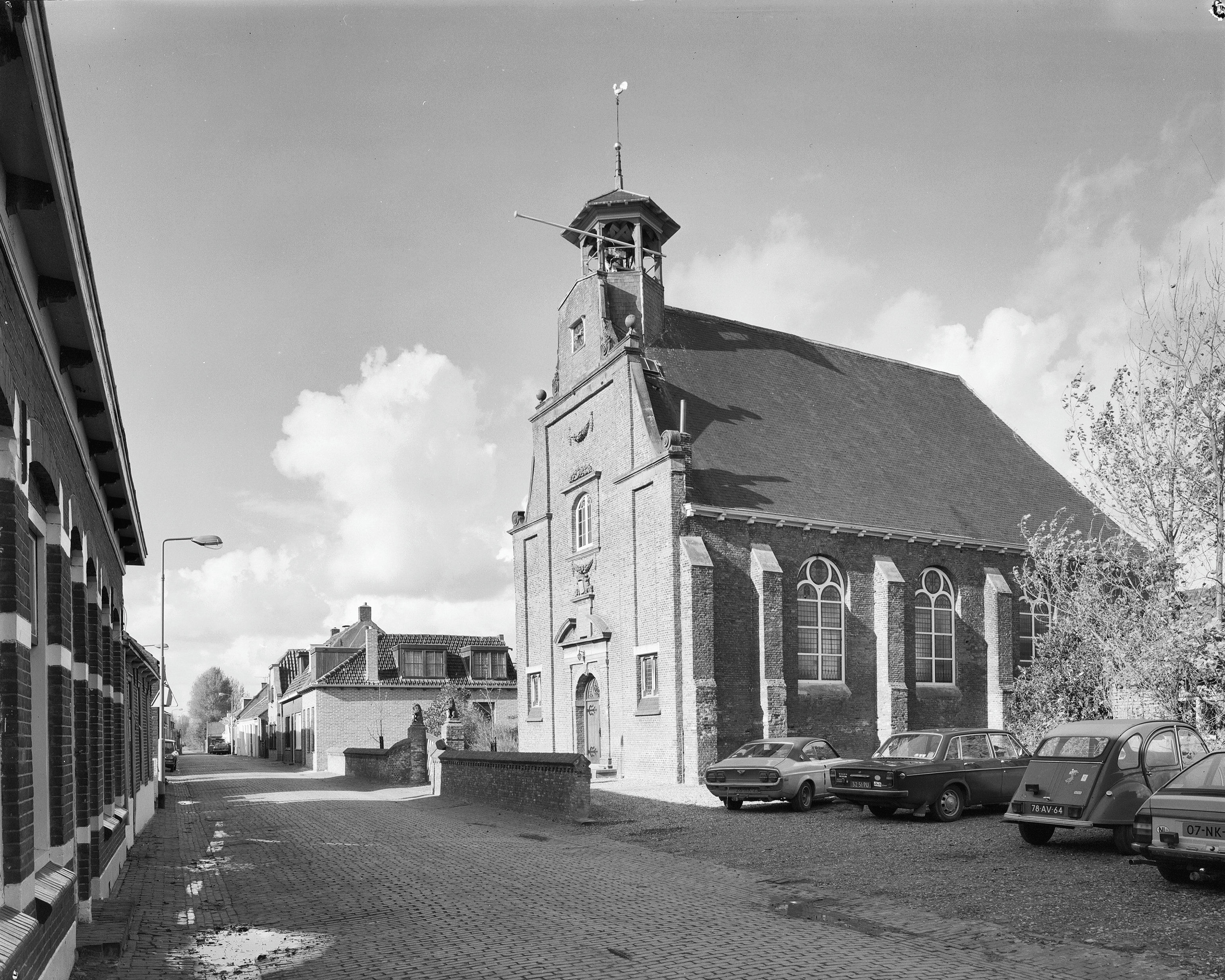
Buitenaanzicht (september 1980)